# Supercopa da Croácia de Futebol de 2019
A Supercopa da Croácia de 2019 foi uma partida de futebol realizada em 13 de julho de 2019 no estádio Maksimir, em Zagrebe. Ela foi disputada entre Dínamo de Zagreb e Rijeka, com o clube agramita saindo vitorioso. Esta foi a décima segunda edição da Supercopa da Croácia, uma competição organizada pela Federação Croata de Futebol e que não era realizada desde 2014.
As equipes se qualificaram para o torneio após as conquistas dos títulos do Campeonato Croata e da Copa da Croácia. O Dínamo de Zagreb venceu o campeonato nacional no dia 19 de abril de 2019 enquanto o Rijeka ficou com o título da Copa da Croácia vencendo o próprio Dínamo de Zagreb na decisão. A equipe agramita, inclusive, tinha chances de obter a Supercopa automaticamente se triunfasse nos dois torneios.
O Dínamo de Zagreb venceu a partida pelo placar mínimo e conquistou o seu sexto título na história da competição.

## Partida
A Supercopa da Croácia de 2019 entre Dínamo de Zagreb e Rijeka foi realizada às 20h00min do sábado, 13 de julho de 2019, no estádio Maksimir em Zagrebe. O jogo teve a presença de um pouco mais de cinco mil torcedores e foi transmitido pela emissora da Federação Croata. O árbitro da partida foi Mario Zebec. O Dínamo de Zagreb contou com um gol de Amer Gojak para derrotar o adversário e conquistar o título.

### Detalhes
| 13 de julho de 2019 | Dínamo de Zagreb | 1 – 0      | Rijeka | Maksimir, Zagrebe                   |
| 20h00min            | Amer Gojak 41'   | Reportagem |        | Público: 5 075 Árbitro: Mario Zebec |